# Sokolniki (Moskvas tunnelbana)
Sokolniki (ryska: Соко́льники) är en station på norra delen av Sokolnitjeskajalinjen i Moskvas tunnelbana. Stationen ligger nära Sokolnikiparken, Falkenerarparken. 
Sokolniki invigdes 1935 och är en av stationerna på den första tunnelbanelinjen som byggdes i Moskva, den ursprungliga Sokolnitjeskajalinjen som då hade tio stationer. Sokolniki var linjens nordöstra ändstation ända till 1965 då Sokolnitjeskajalinjen förlängdes med en station österut, Preobrazjenskaja Plosjtjad. 
En modell av Sokolniki vann Grand Prix på Världsutställningen i Paris 1937.

## Framtida planer
År 2019 ska det byggas en övergång så att man ska kunna byta till stationen Stromynka på den kommande Andra ringlinjen.